# Вольф-Беккер, Элизабет
Элизабет Вольф-Беккер (нидерл. Elizabeth Wolff-Bekker; 24 июля 1738, Флиссинген, — 5 ноября 1804, Гаага) — нидерландская писательница.

## Биография
Родилась в богатой кальвинистской семье. 18 ноября 1759 года вышла замуж за 52-летнего пастора Адриана Вольфа (1707—1777). В 1763 году выпустила свою первую книгу Bespiegelingen over het genoegen; в 1777 году, овдовев, жила совместно с Агье Декен, вместе с которой написала множество своих произведений. В 1782 году они переехали в Бевервейк, а в 1788 году — в Треву в Бургундии по патриотическим соображениям, в период Великой Французской революции, по некоторым данным, чудом избежали казни. В 1797 году из-за финансовых трудностей они вернулись в Нидерланды и жили там до конца жизни.
Главные произведения (большинство написано в соавторстве с Декен): Historie van Willem Leevend (1785), Abraham Blankaart (1787), Cornelia Wildschut (1793—1796), Historie van Sara Burgerhart (1782), Wandelingen door Bourgogne (1789).